# Oligopeptide

Ein Tripeptid (wie zum Beispiel Val-Gly-Ala) mit
grün markiertem N-terminalen α-Aminosäure-Rest (im Beispiel: L-Valin) und blau markiertem C-terminalen α-Aminosäure-Rest (im Beispiel: L-Alanin)

Glutathion ein Tripeptid mit grün markiertem N-terminalen γ-L-Glutamyl-Rest und blau markiertem C-terminalen Glycyl-Rest

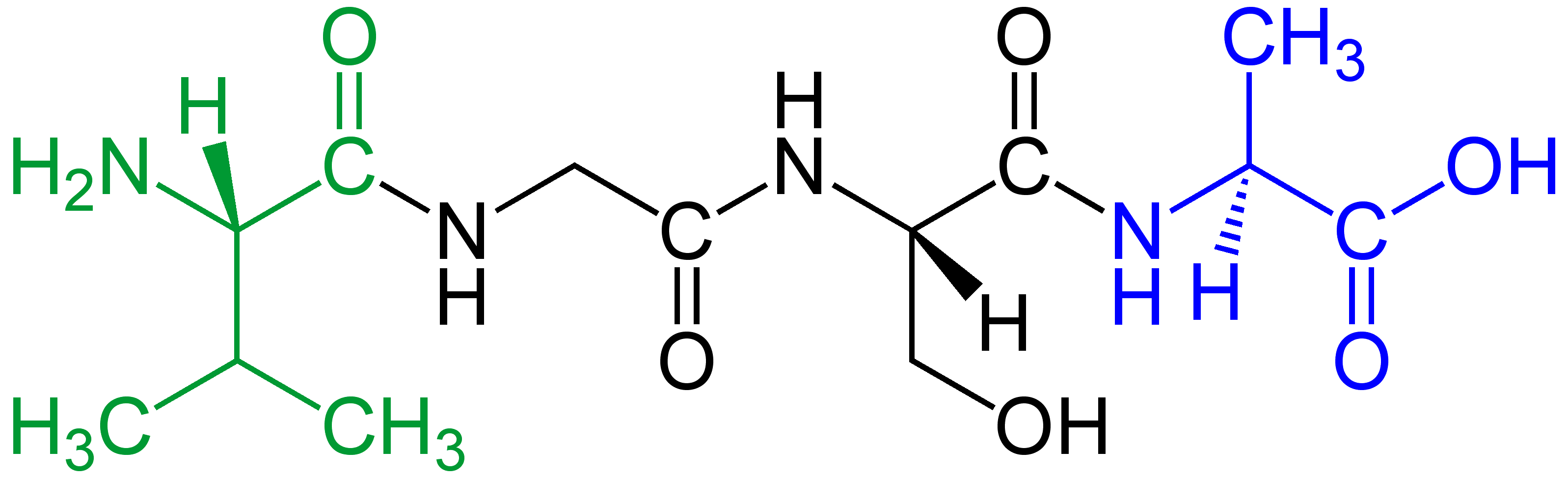
Ein Tetrapeptid (wie zum Beispiel Val-Gly-Ser-Ala) mit
grün markiertem N-terminalen α-Aminosäure-Rest (im Beispiel: L-Valin) und blau markiertem C-terminalen α-Aminosäure-Rest (im Beispiel: L-Alanin)

Oligopeptide (altgriechisch ὀλίγο oligo ‚wenige‘) sind Peptide, in denen weniger als zehn Aminosäuren – meist α-Aminosäuren – über Peptidbindungen chemisch miteinander verknüpft sind. Nach anderen Quellen werden Peptide, die aus drei bis zehn Aminosäure-Einheiten aufgebaut sind, als Oligopeptide klassifiziert.

## Vorkommen
Zahlreiche Oligopeptide kommen natürlich vor und haben sehr spezifische physiologische Eigenschaften, z. B. als Peptidhormone, Kinine, Amanitine, Toxine oder Peptid-Antibiotika. Letztere kommen auch oft als Cyclopeptide vor, die L-Aminosäure-Reste enthalten können.

## Herstellung und Entstehung
Abbaureaktionen von Polypeptiden liefern hydrolytisch oder enzymatisch Oligopeptide. Auch Festphasen-Synthesen führen zu Oligopeptiden.